# Greatest Hits (álbum de Hank Williams, Jr.)
Greatest Hits é um álbum de Hank Williams, Jr., lançado em 1982.